# Кирасирский Её Величества лейб-гвардии полк

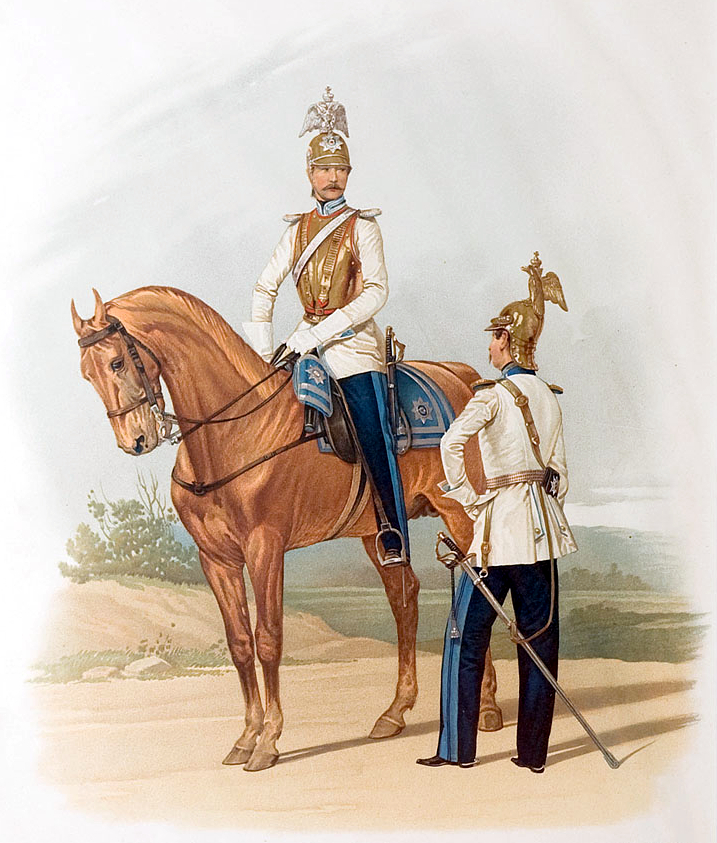
Пиратский К. К. Обер-офицеры Лейб-Гвардии Кирасирского Его Величества и Лейб-Кирасирского Ея Величества полков, в парадной форме одежды, 1855 год

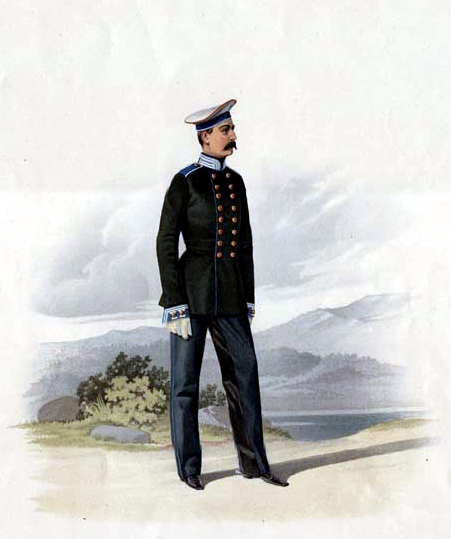
Пиратский К. К. Рядовой кирасир Л.-Гв. Кирасирского Ея Величества полка, 1857 год. (В повседневной форме)

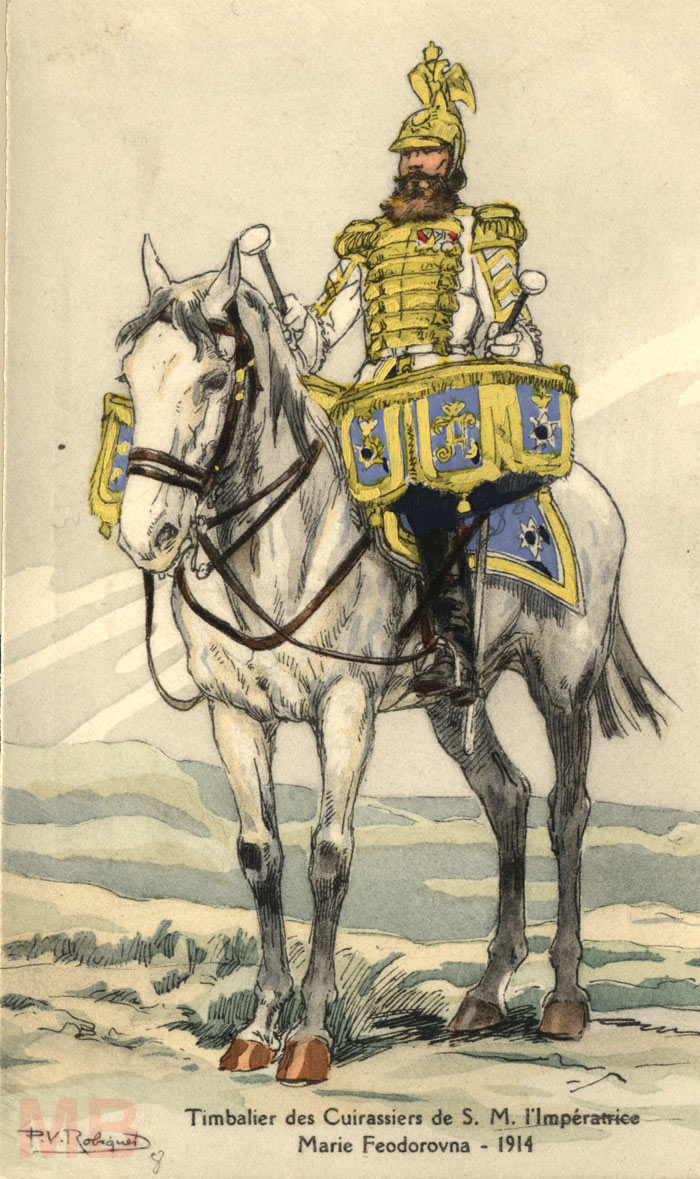
Литаврщик лейб-гвардии Кирасирского Ея Величества полка, 1914 год

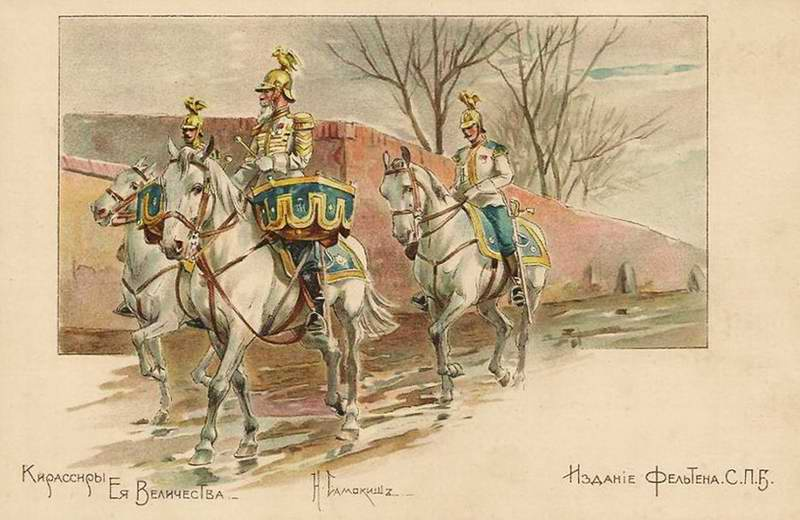
Н. С. Самокиш, Кирасиры Ея Величества — СПб.: Изд. Фельтена

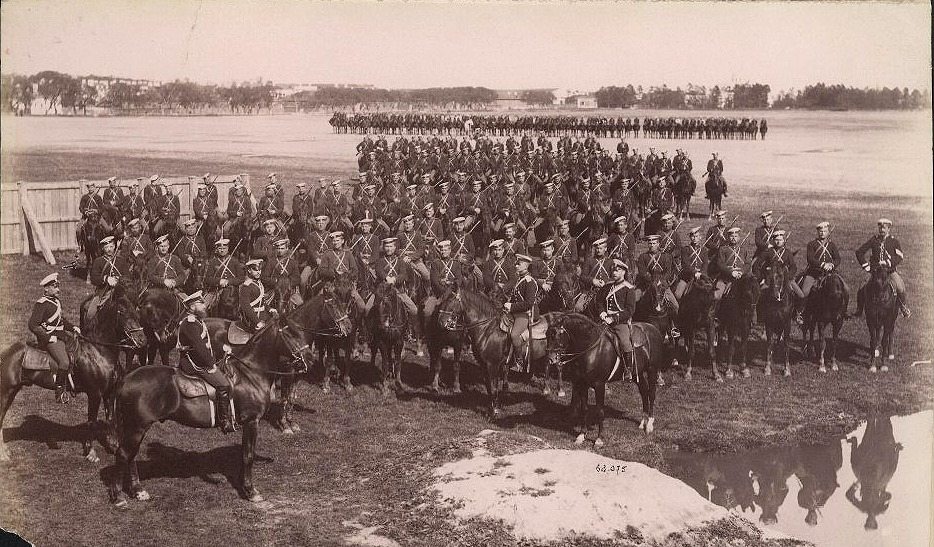
Кирасирский Её Величества полк с цесаревичем Николаем Александровичем. 1892 г.

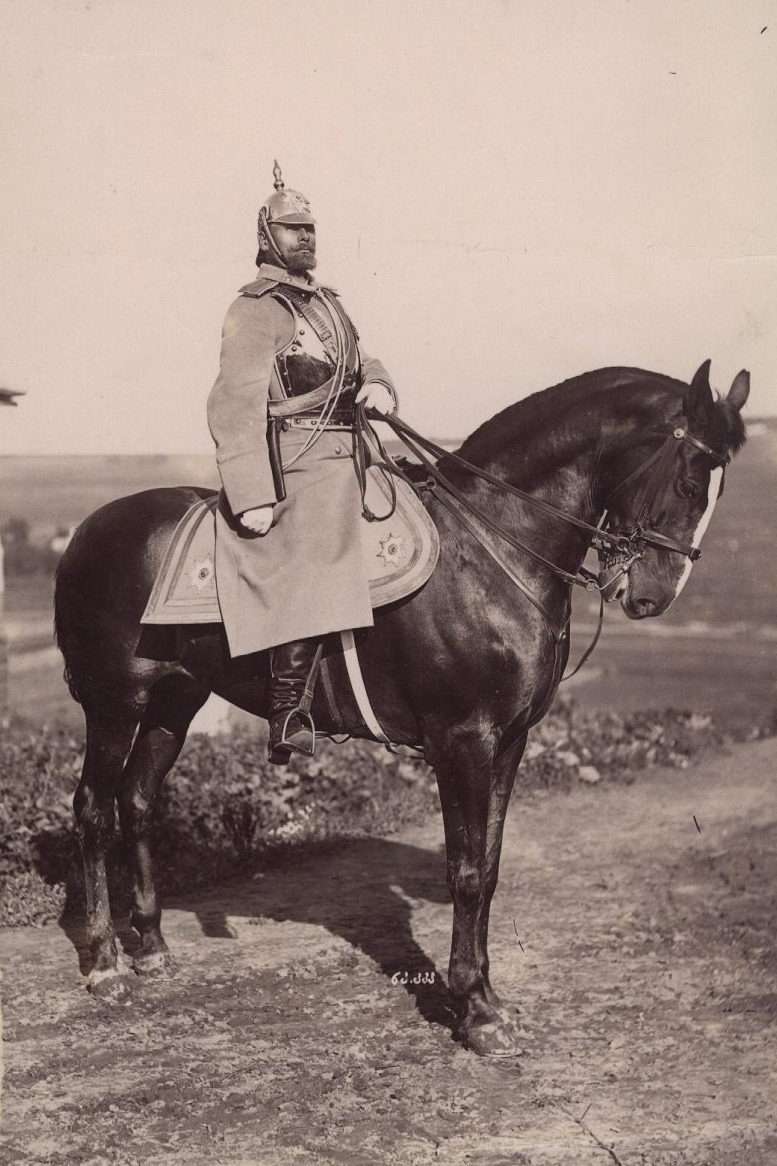
Красное село. Ротмистр Кирасирского полка Её Величества в зимнем обмундировании. 1892 г.

Лейб-гвардии Кирасирский Ея Величества Государыни Императрицы Марии Феодоровны полк (Синие или Гатчинские кирасиры) — лейб-гвардейское формирование (кирасирский полк) Русской императорской армии.
За время своего существования неоднократно, в соответствии с традицией военного дела России, того периода времени, именовать полки по командирам и роду оружия (службы), менял наименования (см. организация).

## История
«Min Her. Я говорил Вам, чтобы сего лета прибрать два полка драгун, один поскорее, а другой как наберется, о чём нонче подтверждаю, чтобы один поскорее и людей полутче набрать и прислать»— Письмо Петра Великого к боярину, приказному судье Т. Н. Стрешневу, от 28 марта 1704 года,
Мюнхенская публичная библиотека, за № 635.
Сформирован в 1704 году под наименованием Драгунский Иоганна Данееля Портеса полк.
С 1708 года — Невский драгунский полк; в 1733 году переименован в Лейб-Кирасирский; в 1796 году шефом полка назначена императрица Мария Феодоровна.
В 1790 году, в период Русско-турецкой войны, 1787—1791 годов, Лейб-Кирасирский полк, как и ещё два кирасирский (Казанский и ?) и два карабинерных полка, участвовали в эксперименте, в ходе проводимой военной реформы, под руководством генерал-аншефа Светлейшего Князя Г. А. Потёмкина, для определения оптимальной организации формирований Русской армии того периода, на театре войны, все они были соединены в составе Лейб-Кирасирского полка. Эксперимент продолжился в период с 8 апреля 1790 года по 8 февраля 1792 года, в ходе него выяснилось что командование таким громоздким формированием затруднено и имело немалые трудности, и эксперимент был прекращён, полки вернули в прежнее состояние.
С 1831 года Лейб-Кирасирский Наследника полк.
19 февраля 1855 года, при восшествии на престол императора Александра II, полк поименован лейб-кирасирским ЕЯ ВЕЛИЧЕСТВА; в
С 26 августа 1856 года — лейб-гвардии Кирасирским ЕЯ ВЕЛИЧЕСТВА полк.
1856 году ему пожалованы права молодой гвардии, а в 1884 году — права старой гвардии.
По приказу 2 ноября 1894 года, полк именуется лейб-гвардии Кирасирский ЕЯ ВЕЛИЧЕСТВА ГОСУДАРЫНИ ИМПЕРАТРИЦЫ МАРИИ ФЕОДОРОВНЫ полк.
С 4 марта 1917 года — лейб-гвардии 2-й Кирасирский полк.
8 июня 1917 года переименован в Гвардейский Кирасирский полк.
26 апреля 1918 года — полк расформирован (приказ Комиссариата по военным делам Петроградской трудовой коммуны № 72, от 14.05.1918 года).
4-й по старшинству кирасирский полк 1-й гвардейской кавалерийской дивизии. С 1822 года расквартирован в Гатчине. В 1900-х годах в Лейб-гвардии Кирасирском Ея Величества полку проходил службу Великий князь Михаил Александрович (в 1899—1904 — Наследник-Цесаревич). Офицер полка ротмистр Куликовский с 1916 года — морганатический супруг Великой княжны Ольги Александровны, сестры Николая II.

## Внешний вид
Нижние чины полка комплектовались из высоких красивых брюнетов. Общая полковая масть коней — рыжие. У трубачей — серая. 1-й эскадрон — золотисто-рыжие, 2-й эскадрон — рыжие белоногие с проточиной, 3-й эскадрон — рыжие со звёздочкой, 4-й эскадрон — тёмно-рыжие и бурые. Прозвище — синие, или гатчинские кирасиры (связано с приборным цветом сукна). Расцветка флюгера — жёлтый с синим.

## Форма 1914 года
Мундир (парадный) — колет, тулья — белый, каска, кираса — жёлтый, вальтрап, лампас, околыш, погоны, воротник, обшлага, выпушка, клапан — пальто, шинели — светло-синий, мундир (повседневный) — чёрный, обшивка — оранжевый, эполеты, металлический прибор — золотой.

### Флюгер
Цвета: Средний треугольник — жёлтый, верхний треугольник — светло-синий, нижний треугольник — светло-синий.

## Знаки отличия
- Простой штандарт с надписью: «1704—1904», с Андреевской юбилейною лентою, пожалован 26 июля 1904 года[4].
- Шесть серебряных труб с надписью: «Anno 1764».
- Три серебряные сигнальные трубы с надписью: «1798».
- Пять серебряных сигнальных труб с монограммой императора Павла I и надписью: «1800».
- 22 Георгиевские трубы с надписью: «За отличие при поражении и изгнании неприятеля из пределов России в 1812 году Лейб-Гвардии Ея Величества полком». Пожалованы 13 апреля 1813 года (Высочайшая грамота от 19 марта 1826 года).
- Серебряные литавры. Пожалованы 21 июня 1733 года.
- Широкие Георгиевские ленты на штандарт должны были быть пожалованы полку по окончании войны за конную атаку 18 сентября 1915 у фв. Куропалы (на основании представления командующего 5-й армией за № 16 698, от 20 марта 1917 года).

## Организация
- 1704 г. — сформирован боярином Тихоном Никитичем Стрешневым драгунский Яна Портеса драгунский полк, в составе 10 рот.
- 1705 г. — драгунский Штольца (2-й Ингерманландский) полк.
- 1707 г. — драгунский Кампбеля (Кемпбелла) полк.
- 8.03.1708 г. — Невский драгунский полк.
- 27.01.1709 г. — гренадерская рота отчислена в гренадерский драгунский Андрея Кропотова полк.
- 16.02.1727 г. — в связи с предстоящим квартированием в Угличе переименован в Углицкий драгунский полк.
- 11.11.1727 г. — Невский драгунский полк.
- 21.07.1733 г. — лейб-кирасирский полк.
- 25.04.1762 г. — кирасирский генерал-аншефа Корфа полк.
- 5.06.1762 г. — лейб-кирасирский полк.
- 17.11.1796 г. — лейб-кирасирский Её Величества полк
- 22.08.1831 г. — лейб-кирасирский Наследника полк
- 29.08.1831 г. — лейб-кирасирский Его Императорского Высочества Наследника Цесаревича полк
- 19.02.1855 г. — лейб-кирасирский Её Величества полк
- 26.07.1856 г. — переформирован в 6 действующих и 2 резервных эскадрона
- 26.08.1856 г. — лейб-гвардии кирасирский Её Величества полк. Получил права молодой гвардии.
- 18.09.1856 г. — переформирован в 4 действующих и один резервный эскадрон
- 29.12.1862 г. — 5-й резервный эскадрон отчислен от полка в состав гвардейской резервной кавалерийской бригады и назван резервным эскадроном лейб-гвардии Кирасирского Её Величества полка
- 4.08.1864 г. — резервный эскадрон лейб-гвардии Кирасирского Её Величества полка возвращён в полк, повелено отделять его в состав гвардейской резервной кавалерийской бригады только в военное время.
- 24.12.1866 г. — переформирован в 4 эскадрона
- 27.07.1875 г. — резервный эскадрон назван запасным.
- 6.08.1883 г. — запасный эскадрон переформирован в отделение кадра.
- 22.07.1884 г. — пожалованы права старой гвардии.
- 2.11.1894 г. — лейб-гвардии Кирасирский Её Величества Государыни Императрицы Марии Фёдоровны полк
- 4.03.1917 г. — лейб-гвардии 2-й кирасирский полк
- 8.06.1917 г. — гвардейский кирасирский полк.
- 26.04.1918 г. — полк расформирован (приказ Комиссариата по военным делам Петроградской трудовой коммуны № 72 от 14.05.1918).

## Участие в Белом движении и эмиграция
Офицеры полка, оказавшиеся после его расформирования в 1917 году разделёнными на три большие группы: в Петрограде, Москве и на юге России, в течение сентября 1918 года в большинстве собрались в Киеве, где на своём собрании постановили возродить полк и в октябре — ноябре организованно переехали в Новороссийск. Там с конца октября формирование эскадрона полка протекало точно так же и в тех же частях армии, что и Кавалергардского полка. В июле 1919 года кирасиры Её Величества были представлены двумя эскадронами — 4-й и 5-й эскадроны, а также пулемётной командой.
По прибытии в Крым с 1 мая 1920 года их эскадрон стал 4-м эскадроном Гвардейского кавалерийского полка. Расформирован 27 сентября 1920 года в селе Серогозы в Северной Таврии и влит в эскадрон лейб-гвардии Кирасирского Его Величества полка. Из списочного состава к концу 1917 года (около 60 офицеров) на юге в рядах полка воевало 38 его офицеров и 15 прикомандированных (из Крыма эвакуировалось 25); ещё около 20 воевало на других фронтах или были расстреляны большевиками. Полк потерял в Белом движении 22 офицера (5 расстреляны, 10 убиты и 7 умерло от болезней) — вдвое больше, чем в Первую мировую войну (10 офицеров).
На 1 января 1921 года в списках полка за рубежом числилось 25 офицеров, на 1 марта 1927 года полковое объединение в эмиграции (Париж) насчитывало 52 человека, на 1951 год — 41. В январе 1928 года — январе 1931 года полковое объединение издавало на ротаторе «Вестник кирасир Её Величества» (вышло 7 номеров).

## Шефы
Шефы или почётные командиры:

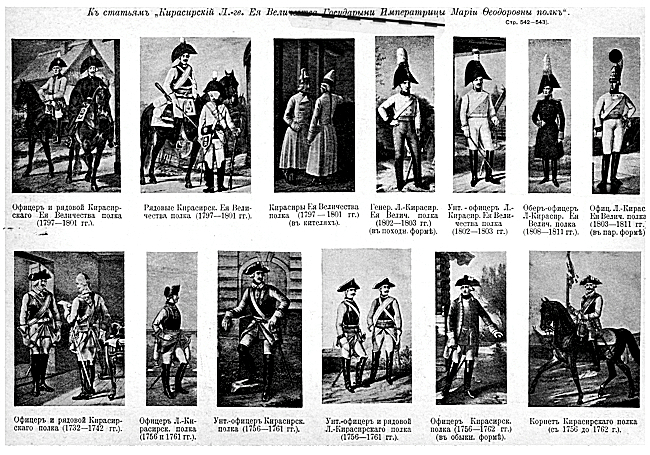
Рисунки из «Военной энциклопедии»

- 28.04.1733 — 01.11.1740 — (с 28.04.1733 — полковник, с 21.11.1737 — генерал-майор, с 14.02.1740 — генерал-лейтенант) герцог Брауншвейг-Люнебургский Антон Ульрих
- 01.11.1740 — 29.09.1749 — генерал-фельдмаршал граф Ласси, Пётр Петрович
- 01.01.1742 — 28.06.1762 — великий князь и престолонаследник Пётр Фёдорович (с 25.12.1761 г. — Император Пётр III)
- 28.06.1762 — 06.11.1796 — Императрица Екатерина II (полковник)
- 17.11.1796 — 24.10.1828 — Императрица Мария Фёдоровна
- 17.11.1796 — 09.12.1797 — генерал-лейтенант Энгельгардт Василий Васильевич (2-й шеф)
- 09.12.1797 — 10.02.1799 — генерал-майор Обрезков Михаил Алексеевич (2-й шеф)
- 10.02.1799 — 18.01.1806 — генерал-майор Есипов Дмитрий Максимович (2-й шеф)
- 05.03.1806 — 11.08.1810 — полковник (с 24.05.1807 г. — генерал-майор) Ласкин Алексей Андреевич (2-й шеф)
- 11.08.1810 — 01.09.1814 — полковник (с 21.11.1812 г. — генерал-майор) барон Розен Александр Владимирович (2-й шеф)
- 22.08.1831 — 19.02.1855 — великий князь наследник цесаревич Александр Николаевич(числился в списках полка с 19.02.1855 по 1 [13].03.1881)
- 19.02.1855 — 22.05.1880 — Императрица Мария Александровна
- 31.05.1880 — 04.03.1917 — Её Императорское Величество Вдовствующая Государыня Императрица Мария Феодоровна

## Командиры
- 1704—1705 — полковник Ян Портес
- 1705—1707 — полковник фон Штольц
- С 1707 года — полковник (затем бригадир) Кемпбелл
- 1708 — 15.09.1710 — командующий подполковник Нащокин, Михаил Иванович
- 1710 — 20.06.1711 — полковник де Фулен, Иван Иванович
- 22.05.1711 — 1729 — полковник Стогов, Леонтий Максимович
- 04.01.1731 — 08.03.1733 — полковник Приклонский, Василий Иванович
- 07.12.1732 — 1735 — полковник Еропкин, Александр (командующий)
- 01.09.1736 — 1739 — подполковник Жеребцов, Алексей (командующий)
- 1739 — 4.11.1740 — подполковник фон Любрехт, Христиан Людвиг (командующий)
- 04.11.1740 — 01.01.1748 — подполковник фон Крокау, Фёдор (командующий)
- 01.01.1748 — 1756 — подполковник фон Шиллинг, Григорий Иванович (командующий)
- 05.02.1756 — 30.10.1758 — подполковник Сталь фон Гольштейн, Карл Фридрих (командующий)
- 01.06.1758 — 1759 — подполковник Гекер, Адам Фридрих (командующий)
- 1760 — подполковник фон Остгоф, Бернгард (командующий)
- 1760 — 3.06.1762 — подполковник Измайлов Иван Михайлович (командующий)
- 09.06.1762 — 24.07.1762 — полковник барон Будберг, Вильгельм
- 1762 — 17.08.1764 — вице-полковник Михаил Иванович князь Дашков.
- 04.09.1764 — 23.02.1772 — вице-полковник (с 1771 г. генерал-майор) барон Ребиндер, Иван Михайлович
- 23.02.1772 — 1776 — вице-полковник, полковник принц Виктор Амадей Ангальт-Бернбургский
- 17.08.1776 — 1780 — вице-полковник и бригадир Михельсон, Иван Иванович
- 01.01.1779 — 21.04.1789 — подполковник Засс, Андрей Павлович (командующий)
- 24.11.1780 — 09.12.1797 — вице-полковник и генерал-поручик Энгельгардт Василий Васильевич
- 06.09.1789 — хх.хх.1797 — подполковник Барыков, Василий Алексеевич
- 17.03.1797 — 20.06.1797 — полковник Костылев, Марк Абрамович
- 16.11.1797 — 09.12.1797 — полковник (с 16.11.1797 генерал-майор) Обресков, Михаил Алексеевич
- 14.02.1798 — 27.10.1800 — подполковник (с 20.03.1799 полковник) Энгельгардт, Павел Михайлович
- 20.12.1800 — 13.10.1802 — подполковник Толбухин, Сергей Иванович
- 09.01.1803 — 27.12.1806 — полковник граф Витт, Яков Осипович
- 31.07.1807 — 30.03.1811 — подполковник (с 12.12.1807 полковник) Козырский, Сергей Фёдорович
- 18.11.1811 — 24.12.1811 — подполковник Бухвостов, Пётр Яковлевич
- 01.09.1814 — 06.01.1817 — генерал-майор барон Розен, Александр Владимирович
- 03.01.1817 — 17.07.1821 — полковник (с 30.08.1818 генерал-майор) Сорочинский, Илья Степанович
- 17.07.1821 — 03.02.1828 — генерал-майор (с 22.08.1826 генерал-лейтенант) Каблуков, Владимир Иванович
- 15.04.1828 — 06.12.1838 — полковник (с 01.08.1829 флигель-адъютант) генерал-майор Жадовский, Никита Иванович
- 06.12.1838 — 11.04.1843 — флигель-адъютант полковник (с 30.08.1839 генерал-майор) Арапов, Александр Николаевич
- 11.04.1843 — 12.01.1848[5] — полковник (с 08.09.1843 генерал-майор) граф Стенбок Герман Иванович
- 14.01.1848 — 06.12.1853 — генерал-майор Туманский, Михаил Иванович
- 06.12.1853 — 25.02.1858 — генерал-майор Хрущёв, Николай Петрович
- 25.02.1858 — 06.01.1865 — флигель-адъютант полковник (с 30.08.1858 генерал-майор Свиты Е. И. В.) барон фон Штакельберг, Карл Карлович
- 06.01.1865 — 18.11.1869 — флигель-адъютант полковник (с 27.03.1866 генерал-майор Свиты) Галынский, Иван Михайлович
- 18.11.1869 — 16.01.1871 — флигель-адъютант полковник граф Протасов-Бахметев, Николай Алексеевич
- 16.01.1871 — 08.04.1874 — генерал-майор Гревс, Константин Алексеевич
- 17.04.1874 — 06.11.1881 — флигель-адъютант полковник (с 01.01.1879 генерал-майор Свиты) Арапов, Константин Устинович
- 06.11.1881 — 19.06.1886 — генерал-майор Лермонтов, Александр Михайлович
- 10.08.1886 — 04.05.1892 — генерал-майор Хрулёв, Николай Степанович
- 21.05.1892 — 07.12.1893 — генерал-майор Боборыкин, Фёдор Николаевич
- 13.12.1893 — 07.04.1899 — полковник (с 06.12.1895 генерал-майор) фон Транзеге, Отто Егорович
- 07.04.1899 — 18.12.1900 — генерал-майор барон Рауш фон Траубенберг, Евгений Александрович
- 22.02.1901 — 14.03.1905 — генерал-майор Свиты Дерфельден, Христофор Платонович
- 14.03.1905 — 24.05.1907 — генерал-майор (с 13.05.1906 в Свите) барон Жирар-де-Сукантон, Лев Фёдорович
- 09.06.1907 — 03.03.1912 — генерал-майор (с 09.05.1911 в Свите) Бернов, Евгений Иванович
- 25.03.1912 — 12.11.1914 — генерал-майор Свиты Арапов, Пётр Иванович
- 12.11.1914 — 19.12.1915 — флигель-адъютант полковник (с 01.05.1915 генерал-майор Свиты) Арсеньев, Евгений Константинович
- 19.12.1915 — 29.03.1917 — полковник (с 19.02.1916 генерал-майор) Свечин, Михаил Андреевич
- 31.03.1917 — хх.хх.хххх — командующий полковник Данилов, Михаил Фёдорович